# George Stevens
George Stevens (Oakland, California; 18 de diciembre de 1904-Lancaster, California; 8 de marzo de 1975) fue un director de cine, productor, guionista y director de fotografía estadounidense. Recibió dos Premios de la Academia y el Irving G. Thalberg Memorial Award en 1953.
Ganó el Premio de la Academia al Mejor Director por Un lugar en el sol (1951), y Giant (1956). También fue nominado al Oscar por The Talk of the Town (1942), The More the Merrier (1943), Shane (1953) y The Diary of Anne Frank (1959). Entre sus películas más destacadas se encuentran Swing Time (1936), Gunga Din (1939), Woman of the Year (1942) y The Greatest Story Ever Told (1965).

## Biografía
Stevens nació el 18 de diciembre de 1904 en Oakland, California, hijo de Landers Stevens y Georgie Cooper, ambos actores de teatro. El crítico de teatro Ashton Stevens y el director de cine James W. Horne eran sus tíos. También tuvo dos hermanos, Jack Stevens, director de fotografía, y el escritor Aston Stevens. Aprendió sobre el escenario viendo a sus padres, y a él mismo, actuar en obras de teatro en San Francisco. A los 10 años, su madre le regaló una cámara Brownie, y comenzó a fotografiar la ciudad y retratos de su madre.

## Trayectoria
Stevens comenzó en el mundo del cine como camarógrafo, trabajando en cortometrajes de Stan Laurel y Oliver Hardy. En 1928, conoció a Yvonne Howell en la casa de Oliver Hardy; se casaron el 1 de enero de 1930. A principios de la década de 1930, Stevens empezó a discrepar del estudio de Roach, ya que quería dar más cuerpo a los personajes en lugar de limitarse a hacer comedia slapstick. Esto provocó una suspensión y su salida del estudio. En 1933, dirigió su primer largometraje, Los Cohen y los Kelly en apuros, para Universal Pictures.
En 1934, Stevens fue contratado por RKO Pictures, y dirigió la película de payasadas Kentucky Kernels, protagonizada por Wheeler y Woolsey. Su gran oportunidad llegó cuando dirigió a Katharine Hepburn al año siguiente en Alice Adams; según Hepburn, Stevens sentía que ella le había conseguido el trabajo. Posteriormente realizaría siete películas para el estudio en cinco años. A finales de la década de 1930, dirigió a Fred Astaire y Ginger Rogers juntos en el musical Swing Time (1936) y por separado en A Damsel in Distress (1937) y Vivacious Lady (1938), respectivamente.  
Luego realizó Gunga Din (1939), basada en R. Kipling; Penny Serenade (1941), con Cary Grant, en una comedia romántica; que costó más de 1 millón de dólares y fue la película más cara de la RKO hasta la fecha; aunque el estudio temía su abultado presupuesto, acabó siendo un éxito rentable. Woman of the Year (1942) con la pareja Katharine Hepburn y Spencer Tracy; y The Talk of the Town (1942), que fueron sus últimas obras antes de su intensa colaboración en la guerra.

### 1940-1949
En 1940, dirigió a Carole Lombard en Vigil in the Night (1940). En 1942, se reunió con Hepburn a instancias de ésta para rodar La mujer del año. Stevens fue presidente del Screen Directors Guild (SDG) de 1941 a 1943. Dirigió la comedia romántica More the Merrier protagonizada por Jean Arthur, Joel McCrea y Charles Coburn por la que recibió una nominación al Oscar al Mejor Director perdiendo frente a Michael Curtiz por Casablanca.  Después de ver la película de propaganda nazi El triunfo de la voluntad (1935), le provocó unirse a los Fuerzas aliadas en la Segunda Guerra Mundial.
Se alistó en el Cuerpo de Señales del Ejército de Estados Unidos y dirigió una unidad cinematográfica de 1943 a 1946, bajo las órdenes del general Dwight D. Eisenhower. Su unidad filmó -incluida la única película en color del la guerra en Europa (que permaneció archivada durante décadas)- documentando el desembarco de Normandía (Día D), la liberación de París, el encuentro de las fuerzas estadounidenses y soviéticas en el río Elba, y el descubrimiento aliado tanto del campo de trabajo de Duben como del campo de concentración de Dachau. Stevens ayudó a preparar las imágenes de Duben y Dachau y otro material para su presentación durante los Juicios de Núremberg; esto se estrenó como la película de una hora de duración Nazi Concentration Camps (1945).  En 2008, la Biblioteca del Congreso de Estados Unidos incluyó las imágenes de Stevens en el Registro Cinematográfico Nacional como «registro visual esencial» de la guerra. En 1946, Stevens retomó sus funciones como presidente del SDG, permaneciendo así hasta 1948. Como resultado de sus experiencias durante la guerra, sus películas se volvieron más dramáticas. El drama I Remember Mama (1948) era sólo parcialmente cómico.

### 1950-1975
En 1950, durante la amenaza macartista y la correspondiente lista negra de Hollywood, Stevens defendió a Joseph L. Mankiewicz del intento de Cecil B. DeMille de destituirlo como presidente del SDG.  Stevens dirigió y ganó dos Premios de la Academia al Mejor Director por A Place in the Sun (1951), protagonizada por Montgomery Clift y Elizabeth Taylor, y el drama épico del Oeste Giant (1956), protagonizada por Elizabeth Taylor, Rock Hudson y James Dean. Por estas películas también fue nominado al Globo de Oro al Mejor Director.
Stevens también dirigió el western Shane (1953), protagonizado por Alan Ladd y Jean Arthur, el drama biográfico del Holocausto, The Diary of Anne Frank (1959), y su epopeya bíblica sobre Jesús, The Greatest Story Ever Told (1965). En 1960 recibió el Directors Guild of America Lifetime Achievement Award. Ese mismo año obtuvo una estrella en el Paseo de la Fama de Hollywood. Terminó su carrera como director con la comedia romántica de 1970 The Only Game in Town con Warren Beatty y Elizabeth Taylor. Ese año fue jefe del jurado del 20.º Festival Internacional de Cine de Berlín, que acabó en escándalo. En 1973, fue miembro del jurado del 8º Festival Internacional de Cine de Moscú.

## Muerte
Stevens murió tras un ataque al corazón el 8 de marzo de 1975, en su rancho de Lancaster, California, al norte de Los Ángeles. Está enterrado en Forest Lawn Memorial Park en Hollywood Hills de Los Ángeles.

## Filmografía
- Agencia matrimonial (Bachelor Bait) (1934).
- Kentucky Kernels (Kentucky Kernels) (1934).
- Annie Oakley (Annie Oakley) (1935).
- La viuda negra (The Nitwits) (1935).
- Sueños de juventud (Alice Adams) (1935).

- Swing Time (1936).

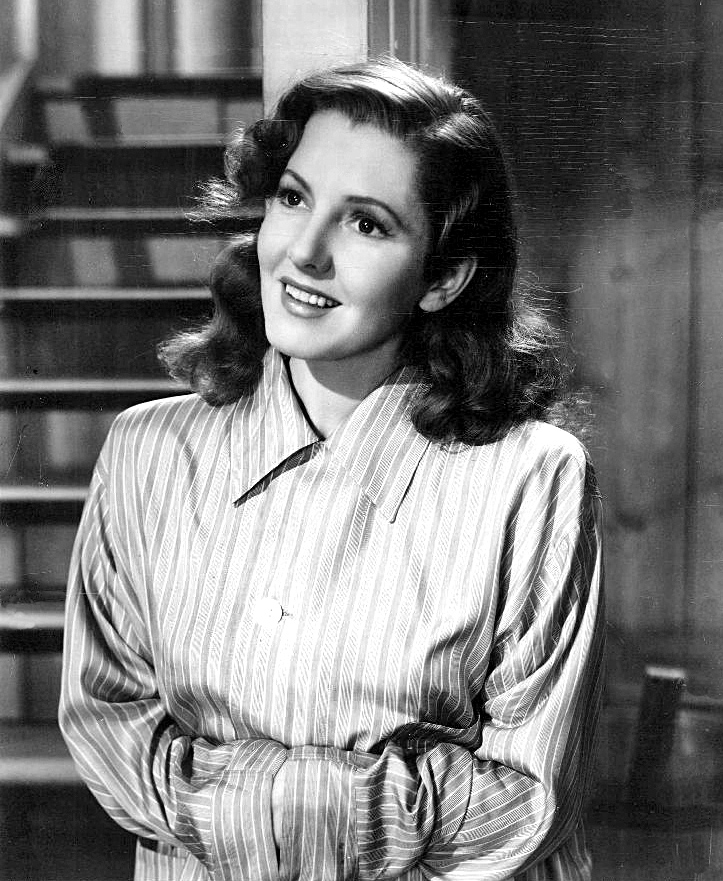
Jean Arthur en una foto publicitaria de la película The Talk of the Town (1942).

- Señorita en desgracia (A Damsel in Distress) (1937).
- Olivia (Quality Street) (1937).
- Ardid femenino (Vivacious Lady) (1938).
- Gunga Din (1939) (Gunga Din) (1939)
- Noche de angustia (Vigil in the Night) (1940).
- Serenata nostálgica (Penny Serenade)(1941).
- La mujer del año (Woman of the Year) (1942).
- El asunto del día (The Talk of the Town) (1942)
- El amor llamó dos veces (The More the Merrier) (1943).
- Nazi Concentration Camps (1945, documental)
- Nunca la olvidaré (I Remember Mama) (1948).
- Un lugar en el sol (A Place in the Sun) (1951).
- Raíces profundas (Shane) (1953).
- Gigante (Giant) (1956)
- El diario de Ana Frank (The Diary of Anne Frank) (1959).
- The Greatest Story Ever Told (1965).
- El único juego en la ciudad (The Only Game in Town) (1970).

Filmografía como actor:
- Dr. Jekyll and Mr. Hyde (1920), de John S. Robertson.

Filmografía como productor:
- Ardid femenino ("Vivacious Lady") (1938).
- Gunga Din (1939) ("Gunga Din") (1939).
- Noche de angustia ("Vigil in the Night") (1940).
- Serenata nostálgica ("Penny Serenade")(1941).
- El asunto del día ("The Talk of the Town") (1942)
- El amor llamó dos veces ("The More the Merrier") (1943).
- Un lugar en el sol ("A Place in the Sun") (1951).
- Raíces profundas ("Shane") (1953).
- Gigante ("Giant") (1956).
- El diario de Ana Frank ("The Diary of Anne Frank")(1959).
- The Greatest Story Ever Told (1965).

## Premios y nominaciones
Premios Óscar
| Año  | Categoría                            | Película                             | Resultado |
| ---- | ------------------------------------ | ------------------------------------ | --------- |
| 1943 | Mejor película                       | El asunto del día                    | Nominado  |
| 1944 | Mejor película                       | El amor llamó dos veces              | Nominado  |
| 1944 | Mejor director                       | El amor llamó dos veces              | Nominado  |
| 1952 | Mejor película                       | Un lugar en el sol                   | Nominado  |
| 1952 | Mejor director                       | Un lugar en el sol                   | Ganador   |
| 1954 | Mejor película                       | Raíces profundas                     | Nominado  |
| 1954 | Mejor director                       | Raíces profundas                     | Nominado  |
| 1954 | Premio en memoria de Irving Thalberg | Premio en memoria de Irving Thalberg | Ganador   |
| 1957 | Mejor película                       | Gigante                              | Nominado  |
| 1957 | Mejor director                       | Gigante                              | Ganador   |
| 1960 | Mejor película                       | El diario de Ana Frank               | Nominado  |
| 1960 | Mejor director                       | El diario de Ana Frank               | Nominado  |

Festival Internacional de Cine de Venecia
| Año  | Categoría              | Película       | Resultado |
| ---- | ---------------------- | -------------- | --------- |
| 1938 | Recomendación especial | Ardid femenino | Ganador   |